# Buford, Georgia
Buford là một thành phố thuộc các quận Gwinnett và Hall thuộc tiểu bang Georgia của Hoa Kỳ. Theo điều tra dân số năm 2020, thành phố có dân số là 17 144 người. Phần lớn thành phố nằm ở quận Gwinnett, là một phần của Vùng đô thị Atlanta. Phần phía bắc của thành phố nằm ở quận Hall, bao gồm Vùng thống kê đô thị Gainesville, Georgia và là một phần của Vùng thống kê kết hợp Atlanta- Athens-Clarke -Sandy Springs.
Thành phố được thành lập vào năm 1872 sau khi một tuyến đường sắt được xây dựng trong khu vực nối Charlotte, Bắc Carolina với Atlanta. Buford được đặt theo tên của Algernon Sidney Buford, người vào thời điểm đó là chủ tịch của Atlanta and Richmond Air-Line Railway. Ngành công nghiệp da của thành phố do công ty Bona Allen dẫn đầu đã khiến dân số tăng lên trong suốt đầu những năm 1900 cho đến sau khi cuộc Đại khủng hoảng tại Koa Kỳ kết thúc.
Thành phố điều hành học khu riêng của mình, Học khu thành phố Buford, và là nơi sinh và quê hương của một số nhạc sĩ và vận động viên. Nhiều địa điểm du lịch khác nhau, bao gồm bảo tàng và trung tâm cộng đồng, trung tâm mua sắm lớn nhất ở bang Georgia, Mall of Georgia và quần đảo Lake Lanier đều nằm trong Buford.

## Địa lý
Buford chủ yếu nằm ở quận Gwinnett, Georgia, và một phần nhỏ kéo dài tới phía bắc đến quận Hall. Thành phố nằm trong Vùng đô thị Atlanta. Theo Cục Điều tra Dân số Hoa Kỳ, tính đến năm 2010, thành phố có tổng diện tích 17,09 dặm vuông Anh (44,26 km2) trong đó 17,01 dặm vuông Anh (44,06 km2) là đất liền và 0,08 dặm vuông Anh (0,20 km2) hay 0,44% là nước. Độ cao của thành phố là 1.183 foot (361 m).
Giới hạn thành phố của Buford là 4,5 dặm (7,2 km) về phía tây của Đường phân chia lục địa phía Đông. Nguồn cung cấp nước chính của Buford đến từ Lake Lanier.